# Xã Hanover, Quận Crawford, Iowa
Xã Hanover (tiếng Anh: Hanover Township) là một xã thuộc quận Crawford, tiểu bang Iowa, Hoa Kỳ. Năm 2010, dân số của xã này là 192 người.